# Nyerges-patak
A Nyerges-patak a Cserhátban ered, Ludányhalászi településtől északkeletre, Nógrád vármegyében, mintegy 250 méteres tengerszint feletti magasságban. A patak forrásától kezdve délnyugati irányban halad, majd Ludányhalászi nyugati részénél éri el az Ipolyt.

## Part menti település
- Ludányhalászi